# روز ملی خلیج فارس
سال ۱۳۸۴ دولت ایران روز ۱۰ اردیبهشت را روز ملی دریای پارس نام‌گذاری کرد که سالروز اخراج پرتغالی‌ها از تنگه هرمز و خلیج فارس با رشادت امام قلی خان والی فارس در زمان صفوی است.

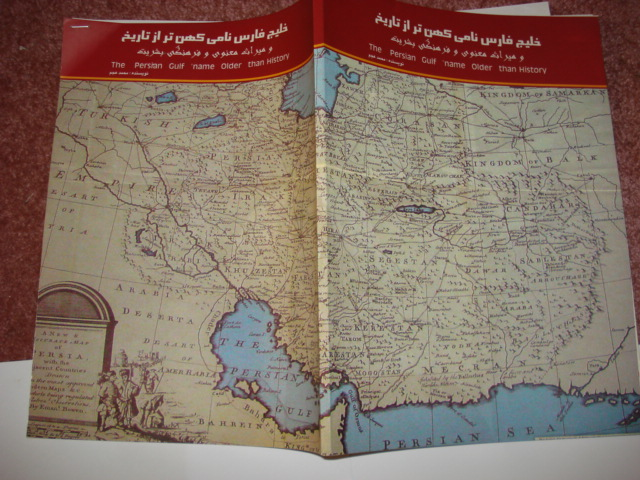
شهریور ۱۳۸۳ دفاعیه ای برای نام دریای پارس و ضرورت روز ملی دریای پارس

## پیشینه موضوع
بر اساس کتاب اسناد نام خلیج‌فارس، میراثی کهن و جاودان تا سال ۱۹۵۸ کاربرد مستمر نام خلیج فارس در هیچ زبانی و فرهنگی در جهان به چالش کشیده نشده بود تا اینکه بدنبال اوج‌گیری قوم گرایی عربی اتحادیه عرب از سال ۱۹۶۴ نام خلیج‌فارس را برای عرب زبانان ممنوع کرد. در ایران رسانه‌های گروهی تا سال ۱۳۸۱ در این مورد تقریباً سکوت کردند و مطبوعات حاضر نبودند پژوهش‌های دفاع از نام خلیج‌ فارس را چاپ کنند آنچه منتشر شد، چند جلد اطلس و دو جلد کتاب در تیراژ بسیار اندک بود که دایره کاربرد آن از چند کتابخانه و استاد دانشگاه فراتر نرفت. اما از سال ۱۳۸۱ با آمدن وب سایت و وبلاگ‌های فارسی رسانه‌های گروهی از انحصار خارج شد و وضعیت تغییر کرد و اولین وبلاگ‌ها و پژوهش‌ها در دفاع از نام خلیج‌فارس منتشر شد موجی ایجاد شد که محافل رسمی مجبور به دنباله روی از این موج گردید.

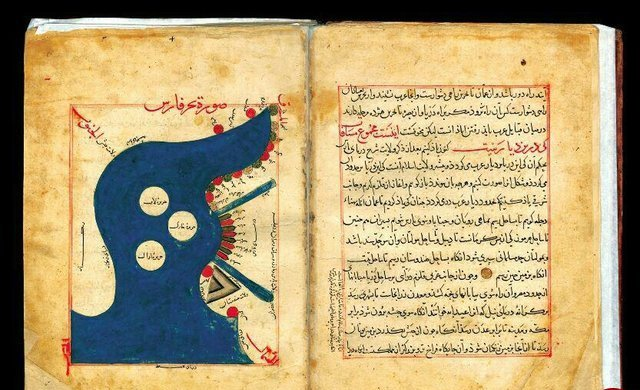
خلیج فارس در کتاب استخری

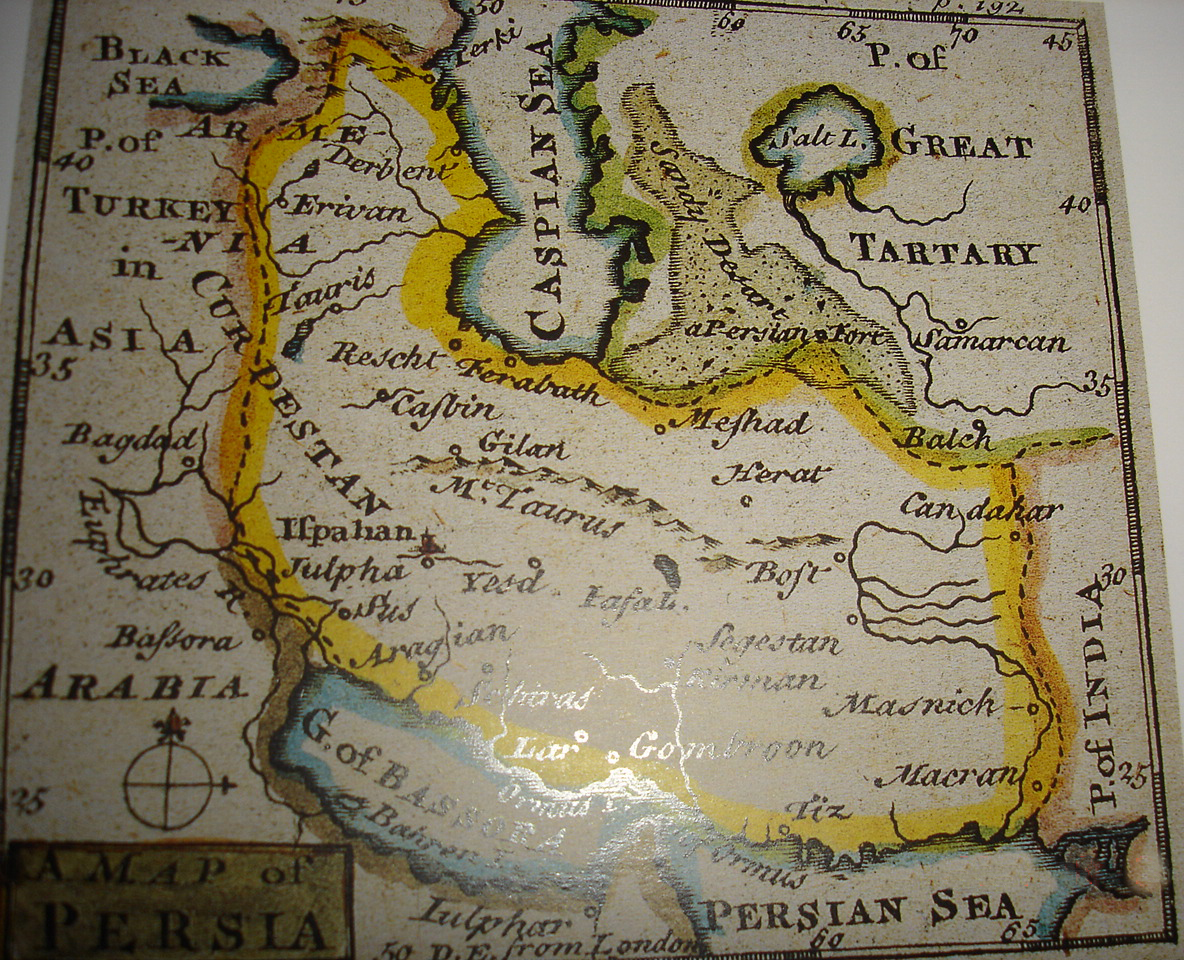
Iran خلیج فارس و دریای پارس

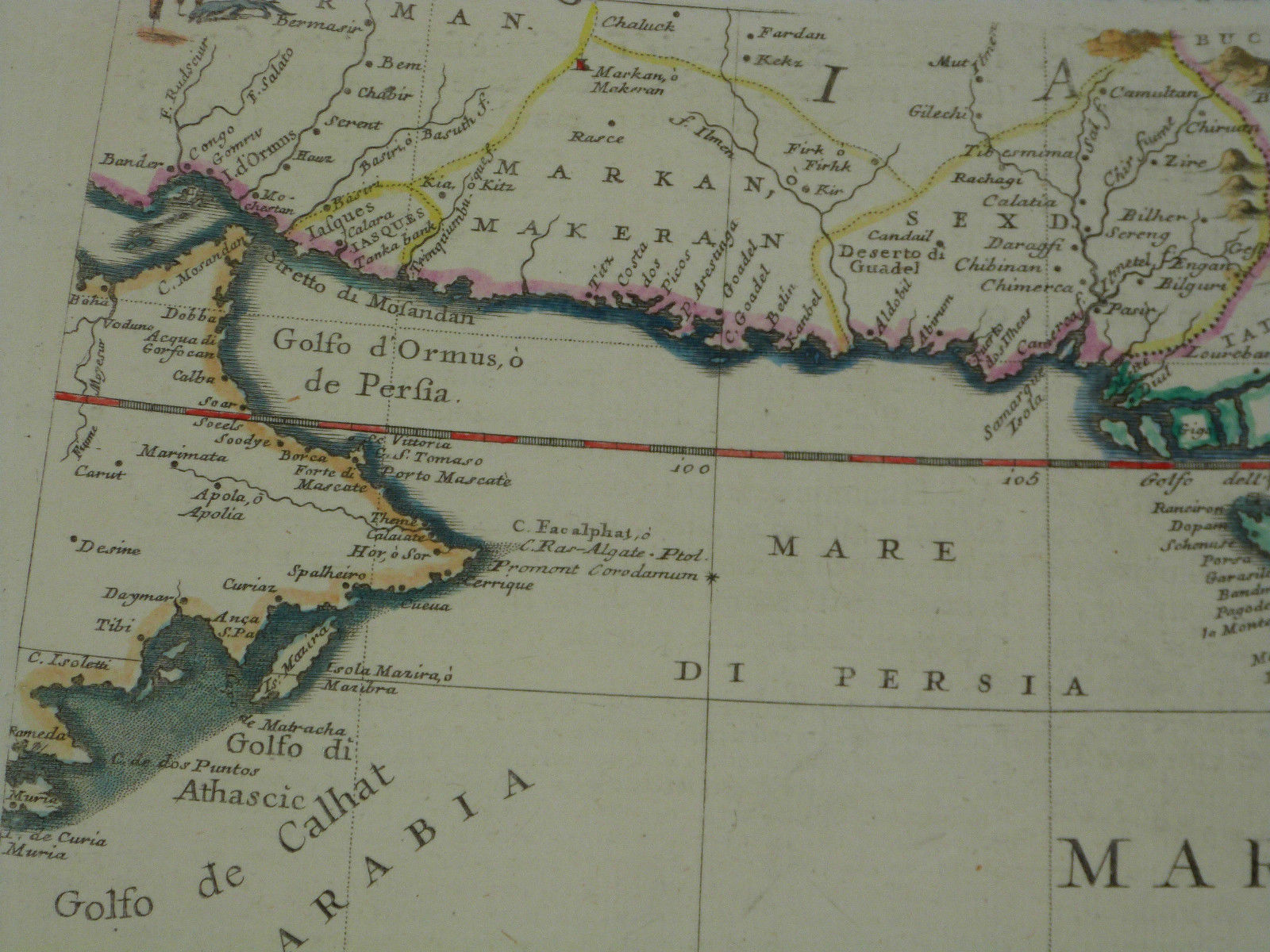
زمانیکه شمال اقیانوس هند را نیز دریای پارس می‌نامیدند

از ابتدای دهه ۱۳۷۰ که تلویزیون‌های ماهواره در کشور رایج شد بخش آگاه جامعه فرهنگی و کوشندگان مسائل اجتماعی و فرهنگی متوجه شدند که تلویزیون‌های خبری عربی و رسانه‌های گروهی کشورهای عربی حتی در بخش‌های غیر عربی و بخصوص انگلیسی تحریف نام خلیج‌فارس را به‌طور گسترده‌ای انجام می‌دهند. با توجه به حقانیت و کاربرد مستمر تاریخی این نام در همه زبان‌ها و زمان‌ها و در جهت مقابله با تحریف گران و یادآوری اهمیت پاسداری از این نام کهن، طرفداران این میراث گران‌بها اقدامات خود را از سال ۱۳۸۰ در دفاع از آن یکپارچه‌تر و منسجم تر کردند و راهکارهای حفاظت از نام خلیج‌فارس را در جلسات و سمینارهای متعدد به اطلاع مقامات رساندند.
پس از تحریف نام خلیج‌فارس در اطلس مشهور جهانی به نام نشنال جئوگرافیک که از سال تأسیس ۱۸۸۸ همواره نام خلیج‌فارس را بکار برده برای اولین بار در نسخه جدید در آبان سال ۱۳۸۳ نام جدیدی را در کنار نام بین‌المللی خلیج‌فارس قرار داد. خشم و اعتراض عمومی در میان فعالان اجتماعی و فرهنگی داخل و خارج نسبت به این تحریف غیر علمی صورت گرفت و پس از ارسال هزاران ایمیل و نامه اعتراضی و یک طومار اینترنتی (پتیشن) با بیشتر از ۱۲۰ هزار امضاء به مؤسسه مذکور، مدیر مؤسسه مشهور آمریکایی ضمن عذرخواهی از ملت ایران، قول داد اشتباه خود را جبران کند.
این پیروزی نشان داد که با اتحاد می‌توان کارهای بزرگ کردو از تخریب و جعل هویت یک ملت بزرگ جلوگیری کرد. رسانه‌های گروهی عربی به‌طور بی‌سابقه‌ای خبر را بدون تفسیر اما بعضی با تمسخر و بعضی با نوعی تکریم نسبت به کار منعکس کردند قدس العربی به قلم عبدالباری عطوان مفسر مشهور جهان عرب نوشت:
- «عرب‌ها برای مشروع‌ترین حقانیت‌های خود قادر نیستند چنین موج همبستگی ایجاد کنند که ایرانی‌ها برای یک نام انجام دادند».
- علی لاریجانی در همان زمان در مصاحبه‌ای مطبوعاتی اعلام کرد از ملت ایران انتظار می‌رود همان همبستگی را که در مورد تحریف نام خلیج‌فارس نشان دادند در خصوص حق مسلم هسته‌ای نیز بروز دهند.
- تلویزیون الجزیره و العربیه و سایر رسانه‌های عربی و بعضاً غربی نیز مصاحبه‌ها و تفسیرهایی در خصوص خشم عمومی جامعه ایران و عذر خواهی نشنال جغرافی ارائه کردند.

پس از این تحولات یکی از اقدامات دولت وقت، برای پاسداری از میراث فرهنگی و معنوی خلیج‌فارس موافقت با اضافه شدن روز ملی خلیج‌فارس به تقویم رسمی کشور بود.

## اقدامات عملی برای نام‌گذاری

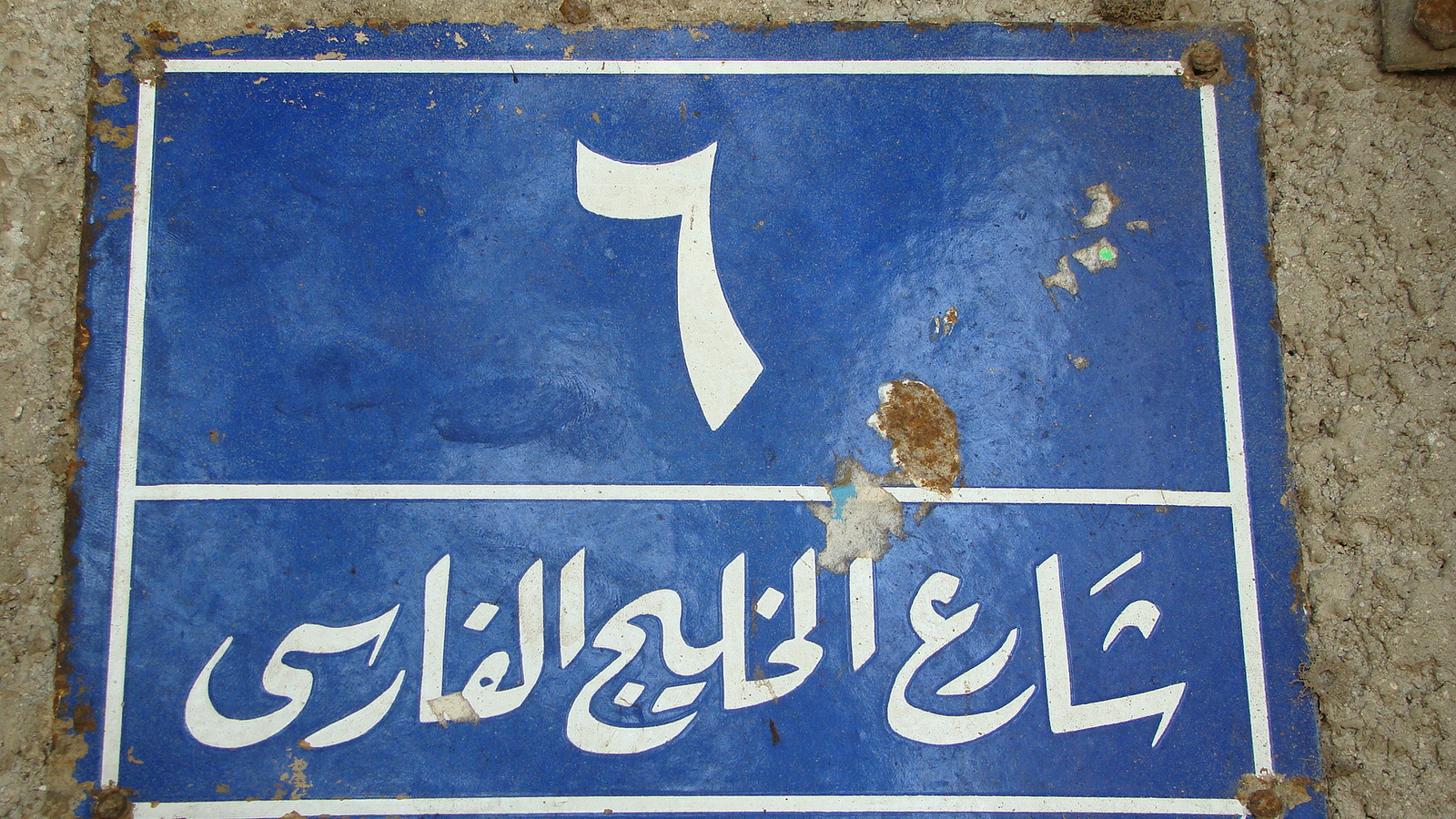
خیابان خلیج‌فارس در قاهره

نام‌گذاری روز ملی خلیج‌فارس یک روند چندین ساله داشت.
با توجه به بررسی اسناد در رابطه با نام‌گذاری روز خلیج‌فارس و مکاتبات پرونده مربوطه در ریاست جمهوری و ادارات سه‌گانه وزارت خارجه (حقوقی- خلیج‌فارس و اسناد) و به گواهی کمیته تخصصی نام‌نگاری و یکسان‌سازی نام‌های جغرافیایی ایران و همچنین کتاب اسناد نام خلیج‌فارس، میراثی کهن و جاودان و دکتر محمد عجم در مصاحبه ایرنا
.
و مصاحبه رادیو ایران با دو تن از پژوهشگران عضو کمیته خلیج‌فارس
.
دولت ایران، پس از مشاهده اراده قاطع عمومی جامعه و حرکت اعتراضی عمومی آبان ۱۳۸۳ رسانه‌های فارسی و مردم و وبلاگ‌نویسان داخل و خارج علیه مجله نشنال جئوگرافی و انتقاد از سکوت مقامات رسمی، وارد عرصه شد و اقداماتی را انجام داد. از جمله پس از جلسات متعدد برای بررسی عوارض مثبت و منفی، سرانجام با این نام گذاری‌ها موافقت شد.
- آقای ابطحی معاون حقوقی رئیس‌جمهور وقت در ۲۶ آبان ۱۳۸۳ در پاسخ به موج اعتراضات وب سایتها و وبلاگ‌نویسان خلیج‌فارس در مورد سکوت نهادهای رسمی در مورد نشنال جغرافی اعتراف کرد:
- «اولین حساسیت‌ها در وبلاگ‌ها بود. موج جدید حساسیت ایران دوستی در وبلاگ‌ها افتخار جدیدی است برای وبلاگ‌نویسان».[۷]
- در واقع ایده‌های ضرورت دفاع از نام خلیج‌فارس و راهکارهای عملی در مورد نام خلیج‌فارس، مدت‌ها بود که در محافل کوچک آکادمیک مطرح بود و در سال ۱۳۸۱ در روزنامه همشهری و وب سایت آنلاین آن تحت عنوان خلیج ایرانی[۸] که در رد مقاله الاهرام (به همت جمال عبدالناصر خلیج‌فارس، به خلیج عربی تبدیل شد) مطرح شد.

وسپس همان مطالب در جلسه کمیته یکسان‌سازی نام‌های جغرافیایی مطرح و همچنین در دومین همایش ملی ژئوماتیک ایران اردیبهشت ۱۳۸۲ در سخنرانی تحت عنوان" اسامی جغرافیایی باستانی میراث بشریت ارائه گردید و سپس در وب سایت پرشن گلف آنلاین نیز منعکس گردید و همچنین دراولین همایش بین‌المللی کارتوگرافی خلیج‌فارس قرن ۱۶–۱۸ در دانشگاه تهران سوم اردیبهشت ۱۳۸۳ با حضور استادان برجسته ایرانی و خارجی جغرافیایی از جمله دکتر محمدحسن گنجی مورد بررسی قرار گرفت. مجدداً در اولین همایش یکسان‌سازی نام‌های جغرافیایی غرب آسیا در سازمان نقشه‌برداری کشور اردیبهشت ۱۳۸۳ به اطلاع مسئولین مربوطه رسیدو نامه‌هایی نیز به نهادهای مسئول از جمله شهرداری تهران برای نام‌گذاری یکی از اتوبان‌ها با نام خلیج‌فارس ارسال و با واحد اجتماعی آن در این رابطه دیدار و گفتگو شد.
بدنبال انتشار گزارش‌های اعتراضی نسبت به چاپ نقشه‌هایی با نام جعلی در داخل کشور، هئات وزیران در جلسه ۲۶ فروردین ۱۳۸۳ آیین‌نامه و مصوبه‌ای در ۶ بند برای ضرورت پاسداری و نظارت بر کاربرد درست نام خلیج‌فارس و هویت آن را تصویب کرد که دارای ۶ بند بود.

درمرداد و شهریور ۱۳۸۳ پیشنهاد سه‌گانه به صورت آنلاین در وب سایت (پرشن گلف آنلاین) و از طریق ایمیل به رای‌گیری عمومی طرفداران نام خلیج‌فارس گذاشته شد اکثریت رای‌دهندگان به ترتیب به موارد زیر رای دادند:
1. - روز ۹ آذر برگشت سه جزیره به نام ایران.[۱۲]
2. - روز ملی شدن نفت ۲۹ اسفند. (اولین پیشنهاد ارائه شده بود ولی با بحث هاو مجادله و مخالفت اعضا روبرو شد؛ لذا طرفداران این روز نظر سومی را پیشنهاد دادند.
3. - روز اخراج پرتغالی‌ها توسط ارتش ایران از خلیج‌فارس، پیشنهاد سوم نیز موافقان و مخالفانی داشت.

نتیجه رای‌گیری در تاریخ ۱۰ شهریور ۱۳۸۳ به صورت آنلاین منتشر و سپس توسط شورای مدیران سازمان خلیج‌فارس طی نامه سوم بهمن ۱۳۸۳ رسماً برای رئیس‌جمهور وقت و وزارت فرهنگ و ارشاد اسلامی و برای وزارت خارجه و نمایندگی ایران در نیویورک نمابر گردیدو بعدها در روزنامه شرق ۱۴ اسفند1383 و وب سایت‌های مختلف منتشر شد. اصل موضوع نام‌گذاری بر اساس تعیین روز دقیق اخراج پرتغالی‌ها مورد موافقت مقامات مسئول قرار گرفت. سرانجام با پیگیری‌های متعدد، در تیر ماه ۱۳۸۴ خورشیدی شورای فرهنگ عمومی بر اساس نظر گروه تاریخ دانشگاه تهران، روز ۱۰ اردیبهشت را تاریخ دقیق اخراج پرتغال معرفی نمود. بنا بر این در شورای عالی انقلاب فرهنگی به ریاست رئیس‌جمهور وقت و تمامی اعضا در جلسه ۵۶۵ مورخ ۲۱/۴/۸۴ به پیشنهاد شورای فرهنگ عمومی، نامگذاری سالروز اخراج پرتغالی‌ها از خلیج فارس به عنوان روز ملی خلیج فارس را تصویب کرد. این روز تصویب و برای اجرا ابلاغ شد و به این ترتیب روز دهم اردیبهشت ماه که سالروز اخراج پرتغالی‌ها از تنگه هرمز و خلیج‌فارس است و اخراج استعمار و برگشت حاکمیت کامل ایران بر خلیج‌فارس بود،
به نام روز ملی خلیج‌فارس نامگذاری و در تقویم خورشیدی ایران به ثبت رسید.
.
در پرونده خلیج‌فارس و صورتجلسه‌های موجود سال ۱۳۸۳ سه مکاتبه در ارتباط با نام‌گذاری روز ملی وجود دارد که به روئیت و حاشیه‌نویسی معاون رئیس‌جمهور، مدیران کل دفتر ریاست جمهوری و دفتر وزیر خارجه و مدیران کل خلیج‌فارس و حقوقی رسیده‌است:
1. نامه آبان ماه ۱۳۸۳ مدیرکل سازمان گسترش و نوسازی صنایع ایران و به ضمیمه سه جلد کتاب «خلیج‌فارس نامی کهن تر از تاریخ و میراث فرهنگی» که از سوی ناشر ۲۵۰ جلد از آن برای نمایندگان مجلس شورای اسلامی و وزرای کابینه حاوی راهکارهایی برای پاسداری از نام خلیج‌فارس و از جمله پیشنهاد نام‌گذاری روز خلیج‌فارس ارسال شده بود.
2. گزارش وزارت خارجه در ارتباط با راهکارهای حفاظت از نام خلیج‌فارس منظم به کپی صفحه۹۱–۹۲ کتاب مذکور و کپی یک مقاله انتقادی روزنامه همشهری ۱۶تا ۲۷ مهر۱۳۸۱
3. دو نامه از سوی ریاست جمهوری منظم به نامه‌های مورخ ۳ بهمن ۱۳۸۳ شورای مدیران سازمان خلیج‌فارس (پرشن گلف آنلاین) و برای نام‌گذاری روز ملی خلیج‌فارس و فاکس همان نامه‌ها از سوی نمایندگی ایران در نیویورک منظم به درخواست سازمان خلیج‌فارس آنلاین.

## ۱۰ اردیبهشت فتح هرمز و حاکمیت بر کل خلیج‌فارس

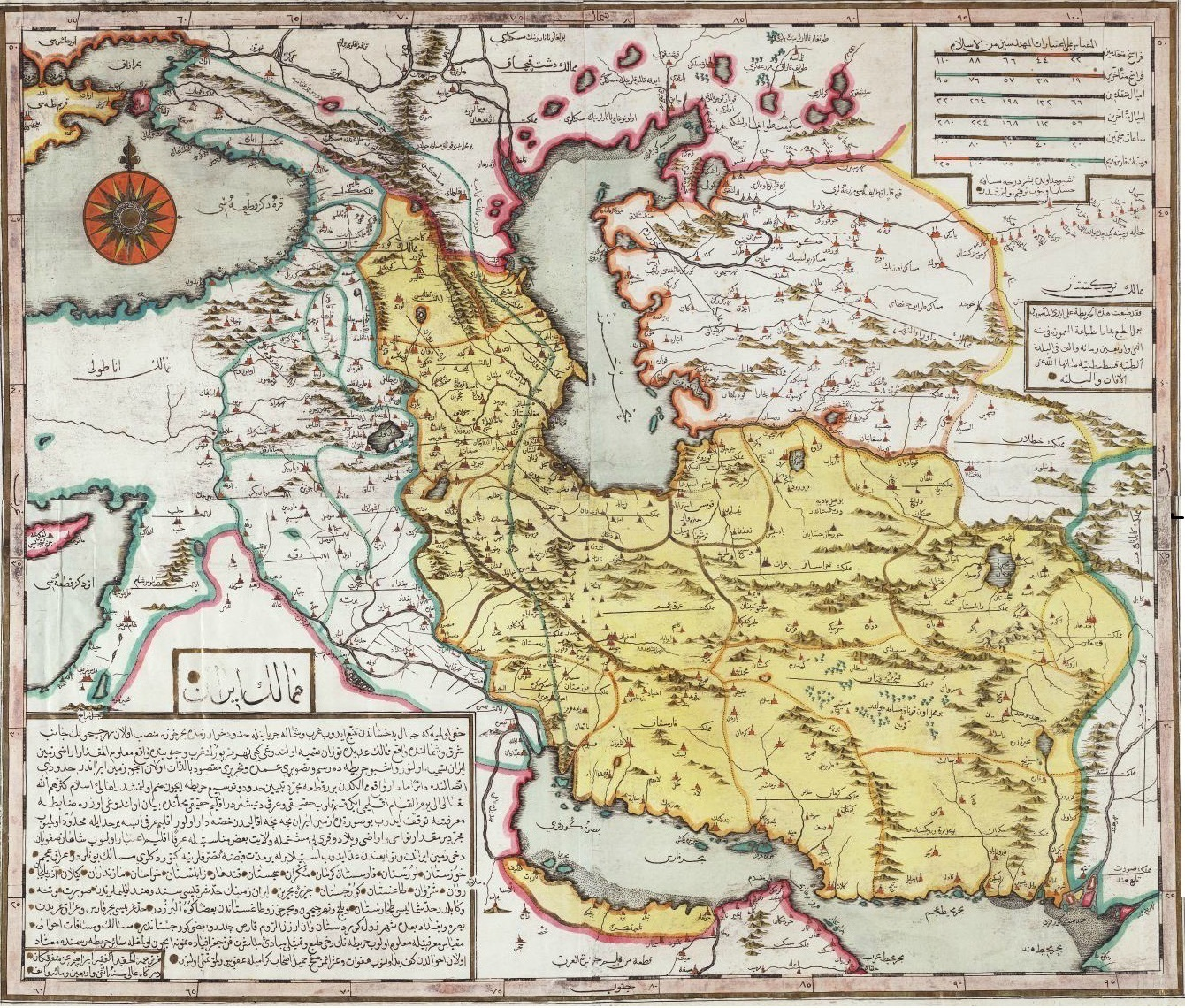
سواحل جنوبی خلیج‌فارس قلمرو ایران در نقشه رسمی دولت عثمانی ۱۷۲۹

۲۱ آوریل سال ۱۶۲۲ ایل قشقایی به رهبری امام قلی خان فتح هرمز (۱۶۲۲) را با موفقیت انجام داد و جزیره را از بزرگترین امپراتور قرن باز پس گرفت و جایگاه خود را در جهان در فهرست ابرقدرت‌های قرن شانزدهم ثبت کرد. انگلیسی‌ها نیز ۴ کشتی خود را با خدمه فنی در اختیار ارتش امام قلی خان گذاشتند.
آلبوکرک (پرتغالی) اعتقاد داشت هرکشوری که سه نقطه مالاگا- عدن و هرمز را در اختیار داشته باشد بر تجارت دنیا حاکم خواهد بود. اهمیت هرمز| آنقدر بود که استعمارگران انگلیسی را نیز به طمع انداخته بود. به دلیل شکایت‌های ایرانیان گمبرون از بی‌ادبی‌های پرتغالی‌ها، سپاه ایران قصد تنبیه پرتغالی‌ها در خلیج‌فارس نمود و نه تنها جزیره هرمز را آزاد ساخت بلکه این مقدمه شد که پرتغالی‌ها تا مومباسا درکنیا عقب‌نشینی کنند؛ و این شکست، شکست‌های پی در پی پرتغال در شرق آفریقا را بدنبال داشت و با حمایت پادشاه‌هان ایران، امام مسقط موفق شد قلعه عظیم مومباسا را در جنگ خونینی که به جنگ صلیبی مومباسا معروف است را تصرف کند. ایران تا سال ۱۸۲۰ پرچمدار تمام خلیج‌فارس و دریای عمان و بحر فارس (مکران) شد. انگلیسی‌ها از شکست پرتغال خرسند بودند، به قدرت ایران اعتراف داشتند و ایران را تنها رقیب قدرتمند عثمانی‌ها می‌دانستند. درعهدنامه مجمل ۱۸۰۹ و عهدنامه مفصل ۱۸۱۲ حاکمیت ایران را بر کل خلیج‌فارس به رسمیت شناخت در حالیکه که انگلیس خود به عنوان ابرقدرت جهان ظهور می‌کرد.
- در کتاب تاریخ عالم‌آرای عباسی چنین آمده‌است:

از فتوحات (پیروزی‌هایی) که درین سنه (سال) مبارکه مطابق احدی و ثلثین و الف(۱۰۳۱ قمری) به نیروی اقبال قرین حال اولیاء دولت بیزوال گردید، فتح و تسخیر بلده هرموز است که بسعی امامقلیخان امیر الامرا فارس بوقوع پیوست… و در سال گذشته اشعاری شد (به شعر درآورده شد) که بنابر ظهور بی‌ادبی‌های فرنگیه پرتکالیه (پرتغالی‌ها) مقیم آنجا… امیر الامرا مذکور لشکر بتادیب (مجازات) ایشان فرستده خود نیز متعاقب رفت… در این وقت که فرنگیه پای از دایره ادب بیرون نهاده به اموری که بتحریر پیوست اقدام نمودند… جماعت انگلیسی را اخبار نموده ایشان نیز بر حسب وعده آماده خدمت شدند. القصه‌امام قلی خان شجاعت شعار با جنود قاهره فارس (سربازان پیروزمندپارس) متوجه آن صوب (سوی) گشته خود در بندر گمبرو که الیوم به بندر عباسی موسوم است اقامت کردند و افواج قاهره (سپاهیان پیروزمند) از دریا با کشتی‌ها و سفاین عبور نموده داخل جزیره هرمز شدند… القصه بعد از دو ماه و چند روز امتداد ایام محاصره و جنگ و جدال به نیروی دولت و اقبال که همواره قرین حال این دودمان والاست، قلعه رفیع بنیان هرموز که در متانت و حصانت شهره جهان و از کارنامه‌های نادره فرنگیان است، مسخر اولیای دولت ابد پیوند گردید… چون خبر فتح هرموز رسید، جناب خانی (امام قلی خان) مورد تحسین و آفرین شاه (عباس) و سپاه گردید و آن خبر بهجت اثر بر مبارزان قلعه گشای رکاب همایون مبارک و میمون آمده در همان روز قلعه قندهار نیز بتوفیق کردگار مفتوح گشت.. از هر طرف که چشم گشایی نشان فتح… وز هر طرف که گوش نهی مژده ظفر…

## اقدامات انجام شده پس از تصویب
دولت در سال ۱۳۸۳ سه مصوبه گذراند و بر اساس مصوبه دی /۲۷ دسامبر۲۰۰۴ وزارت ارشاد مسئول پیگیری مصوبات و برگزاری اولین فستیوال متنوع خلیج‌فارس شد. در ابتدای دوره ریاست جمهوری احمدی‌نژاد، از نمادها و مظاهر ایرانی گرایانه و از جمله نام خلیج‌فارس پرهیز می‌شد و چنانچه با تصدی آقای صفار هرندی به عنوان وزیر ارشاد وب سایت اولین فستیوال ملی خلیج فارس و مسابقه جهانی وبلاگ‌نویسی خلیج‌فارس ناگهان بسته شد. در وبسایت مسابقه فستیوال خلیج‌فارس ده‌ها وبلاگ‌نویس بر اساس در خواست وزارت ارشاد طرحها، کاریکاتورها و انیمیشن‌ها و مقاله‌ها (فروردین ۱۳۸۴) و راهکارهای پاسداری از میراث خلیج‌فارس را ارائه کردند و قرار بود طی مراسم تلویزیونی برندگان و برترین‌های این مسابقه ۳۰۰ سکه دریافت کنند.  اما وب سایت این فستیوال به‌طور ناگهانی قبل از اعلام برندگان و اجرای مسابقه و بدون هیچ توضیحی، از سوی وزارت ارشاد حذف و مسابقه لغو شد.
گفته شده که ۳۰۰ سکه این مسابقه چند ماه بعد صرف سمینار و مسابقه کاریکاتور هلوکاست شده‌است.. ( روزنامه شرق تیر ۱۳۸۴) در سخنان افرادی مانند آیت‌الله مصباح یزدی و سیدمرتضی آقاتهرانی بصراحت با این نام مخالفت شده‌است. نامبرده فقط تشابهه اسمی با نماینده تهران دارد.
اولین میزگرد رسمی گرامیداشت روز ملی خلیج‌فارس ۱۳۸۹ انجام شد.
تا ۵ سال پس از تصویب روز ملی خلیج‌فارس این روز که با خواسته و فشار آحاد جامعه تصویب شده بود با سکوت مقامات و نهادهای رسمی و وزارت فرهنگ و ارشاد روبرو بود تا اینکه مجدد صداری اعتراض مدافعان نام خلیج‌فارس بلند و رسا شد ۱۰ اردیبهشت ۱۳۸۹ – برای اولین بار روز ملی خلیج‌فارس با پیگیری‌های مجدانه دکتر عجم و موافقت وزارت خارجه و مدیرکل دفتر مطالعات سیاسی بین‌المللی برگزار شد.
با وجود اینکه سال ۱۳۸۴ نام‌گذاری انجام گردید و در تقویم رسمی ثبت شده بود اما هیچ نهادی برای برگزاری روز ملی پیشقدم نمی‌شد و علاقه‌مندی نشان نمی‌داد. به‌طور مثال در سال ۱۳۸۵ هیچ مراسمی برگزار نشد.
تا اینکه با کوشش‌های دکتر عجم روز ۱۰ اردیبهشت ۱۳۸۹ اولین مناسبت رسمی و دولتی برگزار شد و رسانه‌های گروهی به‌طور گسترده آن را پوشش دادند و این اطلاع‌رسانی خبرنگاران بود که در سال بعد مسابقه بین نهادها برای برگزاری این روز بالا گرفت. ۱۳۹۰ دانشگاه خلیج‌فارس بوشهر و استانداری بندرعباس نیز این روز را برگزار کردند.
از سال ۱۳۸۹ دولت ایران توجه قابل ملاحظه‌ای به این موضوعات نشان داد و در سال‌های اخیر، دولت و دیگر نهادهای حکومتی جمهوری اسلامی ایران تلاش کرده‌اند خود را نسبت به این موضوع حساس و متعهد نشان دهد. سال ۱۳۹۱ دو روز پیش از ” روز ملی خلیج‌فارس” در ایران برای اولین بار امامان جمعه شهرهای مختلف نیز در خطبه‌های خود از «اهمیت و حقانیت» این نام سخن گفتند و روز ملی خلیج‌فارس با حضور مقامات در شهرهای حاشیه خلیج‌فارس و با جشنواره‌های مختلف گرامی داشته شد.
دکتر عجم گفت نام خلیج‌فارس میراثی فرهنگی برای همه ملت‌ها بخصوص مسلمانان است؛ و این نام برای ایرانی‌ها افتخار و میراث فرهنگی مضاعفی است. این روز را باید همانند روز نوروز در هر جا که هستیم برای پاسداری از هویت تاریخی و فرهنگی کشورمان گرامی بداریم.
.

## ثبت به عنوان میراث معنوی
روز ملی خلیج‌فارس پس از تصویب سال ۱۳۸۴ در شورای عالی انقلاب فرهنگی و اواخر دوره محمد خاتمی، پس از ۴ سال بی‌توجهی، دولت احمدی‌نژاد متوجه اهمیت این روز شد و توسط سازمان میراث فرهنگی در سال ۱۳۸۹ این روز به عنوان میراث معنوی ثبت ملی نیز شد.
اینکه به عنوان میراث ملموس یا میراث معنوی نام خلیج‌فارس ثبت یونسکو هم بشود یک پروژه مطالعاتی عمیقی می‌خواهد اما بعضی از نقشه‌ها و کتیبه‌های خلیج‌فارس را قطعاً به راحتی می‌توان در میراث معنوی جهانی ثبت کرد به‌طوری‌که همین الان یک کتاب مصری به نام مخطوطات ثبت میراث جهانی است که در آن نقشه جالب عربی با نام خلیج‌فارس ترسیم شده‌است‎. هم‌اکنون جنگل حرا و ژئوپارک قشم ثبت جهانی شده‌است. 

## برگزاری جشن‌های سراسری روز خلیج فارس
در اواخر دوره دوم ریاست جمهوری احمدی‌نژاد توجه به روز ملی خلیج فارس بیشتر شد. اولین جشن‌ها و گردهم آیی‌ها در داخل و خارج برگزار شود. در دانشگاه دهلی و در خانه فرهنگ در سال ۱۳۹۱ و ۱۳۹۲ جشن بزرگی توسط دانشجویان ایرانی برگزار شد.
سال ۱۳۹۱ دو روز پیش از «روز ملی خلیج‌فارس» در ایران، برای اولین بار امامان جمعه شهرهای مختلف نیز در خطبه‌های خود، از «اهمیت و حقانیت» این نام سخن گفتند. از امامان جمعه تهران و شیراز تا شهرهای پلدختر، سوق و بردخون

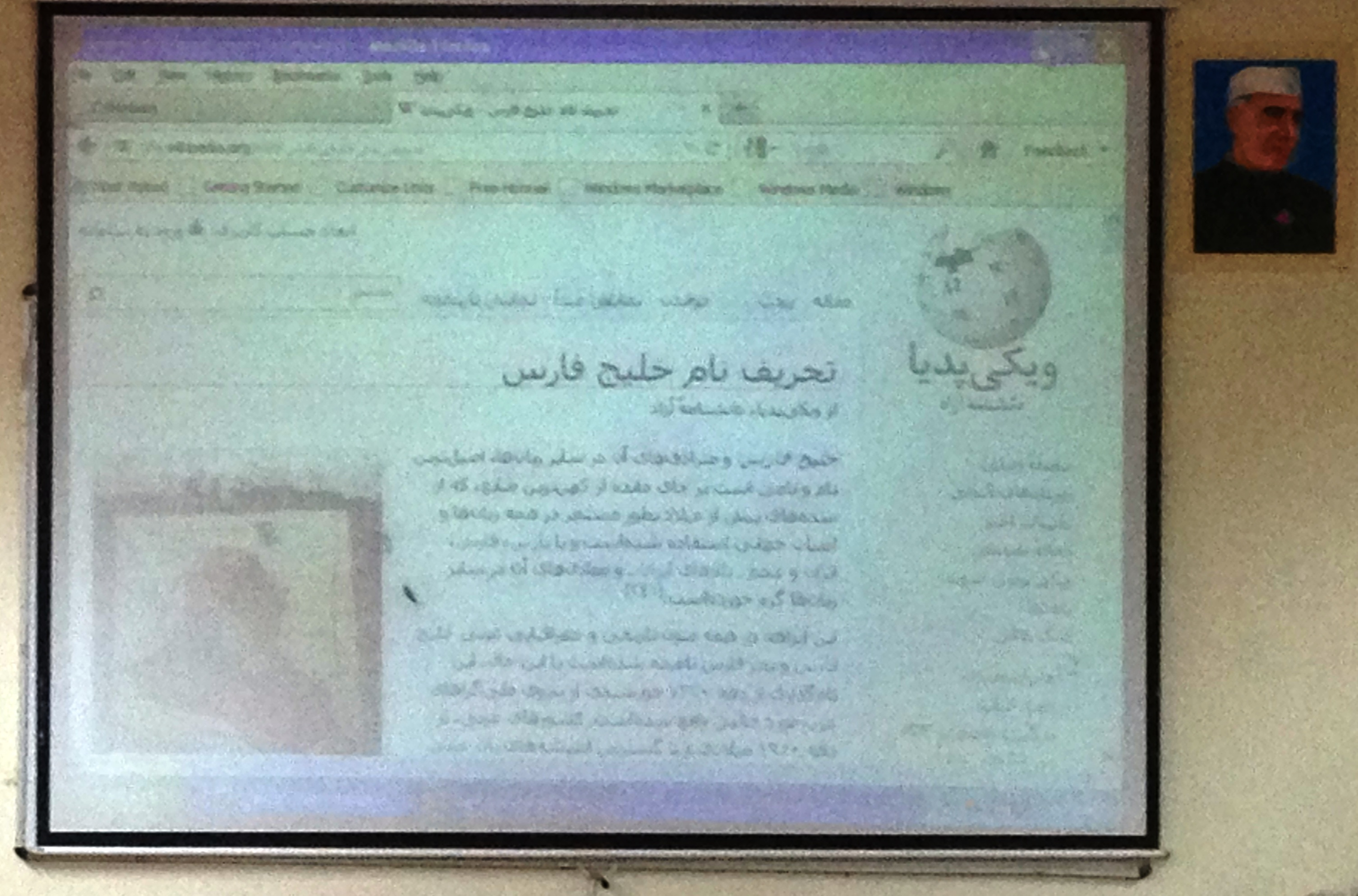
Wikipedia Persian gulf page برگزاری روزملی خلیج‌فارس در دانشگاه دهلی۲۰۱۳.

و روز ملی خلیج‌فارس با حضور مقامات در شهرهای حاشیه خلیج‌فارس و با جشنواره‌های مختلف گرامی داشته شد. احمدی‌نژاد با سخنانی همچون «حقانیت نام خلیج‌فارس چون خورشید تابان است و تاریخ گواه‌است که جاعلان نام خلیج‌فارس هیچ تمدنی ندارند» تندترین حمایت‌ها را از نام خلیج‌فارس بروز داد.
حکام بعضی کشورهای عربی نیز نسبت به سفر احمدی‌نژاد به ابوموسی حساسیت نشان داده و الفاظ تند و تهدیدآمیز بکار بردند رئیس پلیس امارات ایران را به حمله نظامی تهدید کرد. مقامات نظامی ایران نیز متقابلاً پاسخ‌های تندی دادند در اینترنت هم جوانان ایرانی اقدام به مبارزه سایبری کرده و از جمله به فیسبوک ملک عبداله و سایت فدراسیون فوتبال امارات را با تصاویری از خلیج‌فارس تزئین کردند.

### گردهمایی‌ها
گروهی از مردم ایران و جهان همایش‌های مختلف تخصصی و غیرتخصصی با موضوع خلیج‌فارس برگزار کردند. برنامه بادبادک بازی هم از برنامه‌هایی بود که در کنار همایش‌های علمی و تخصصی برگزار می‌شد.

### نامه به نهادها و رؤسای کشورها برای نام خلیج‌فارس
گروهی از مردم ایران و ایران‌دوستان سایر کشورهایجهان طی طومارها و نامه‌های مختلفی از رؤسای کشورها و موسسات و گردانندگان سایت‌هایی همچون گوگل ارث ادامه کاربردنام درست خلیج‌فارس را به جای هر نام دیگری مورد تأکید قرار داده‌اند. از جمله این تومارها و نامه‌ها، می‌توان به پتیشن معروف ۱۲۰ هزار امضایی آذر ۱۳۸۳ به مؤسسه نشنال جغرافی اشاره نمود همچنین نامه به باراک اوباما رئیس‌جمهوری آمریکا که نزدیک به ۱۵ هزار نفر آن را امضاء کردندو نامه به وزیر دفاع آمریکا و وزیر خارجه کانادا اشاره کرد. ترجمه فارسی نامه به باراک اوباما چنین است:
آقای رئیس‌جمهور، خلیج، خلیج‌فارس است.
داریوش بزرگ در ۲۵۰۰ سال پیش آن را خلیج پارس نامید.
هرودت (تاریخ‌نگار یونانی) آن را خلیج پارس نامید.
دانشمندان عرب، چینی، روسی، اسپانیایی... آن را خلیج‌فارس نامیده‌اند.
ریچارد فرای، استاد ممتاز دانشگاه هاروارد، آن را خلیج‌فارس می‌نامد.
سازمان ملل متحد آن را رسماً خلیج‌فارس می‌نامد.
همهٔ رؤسای جمهور دموکرات و جمهوری‌خواه آن را خلیج‌فارس نامیده‌اند.
شما نیز لطفاً آن را خلیج‌فارس بنامید!
با احترام
یکی دیگر از این نامه‌ها را هم یک میلیون جوان ایرانی به مدیر گوگل ارث نامه نوشتند تا از عبارت درست خلیج‌فارس به جای نام‌های دیگر استفاده کند.
- مرکز مطالعات خلیج‌فارس یکی از سازمان‌های غیردولتی و مردم نهاد است که با نظارت بر کاربردهای نادرست نام خلیج‌فارس، اقدام به مکاتبه و آگاهی بخشی به رسانه‌های گروهی خارجی و داخلی می‌کند.

تا اوایل دهه ۶۰ میلادی اثری از پسوند عربی برای خلیج فارس در هیچ رسانه ای وجود نداشت.
1. حتی جمال عبدالناصر در سخنرانی‌ها و مقالات خود خلیج فارس را بکار می‌برد.

نوار سخنرانی‌های ناصر و جملات معروف اوویدئو در یوتیوب(العالم العربی من المحیط الاطلسی الی خلیج الفارسی) 

## رسانه‌های عربی
امروزه رسانه‌های عربی نام تاریخی خلیج فارس را به‌کار نمی‌برند اما تعدادی از آنها گاهی از عبارت خلیج فارس استفاده می‌کنند، از جمله شبکه الجزیره هم در زبان عربی و هم سایر زبان‌های شبکه گاهی نقشه‌ها یا نقل قول‌ها را با همان تعبیر خلیج فارس بکار می‌برد. آخرین مورد آن که بسیار واکنش مثبتی در ایران داشت همزمان با روز ملی خلیج فارس در تاریخ ۱۰ اردیبهشت ۱۳۹۸ در برنامه سیناریوهات اتفاق افتاد و مجری در تمام مدت پس‌زمینهٔ این برنامه مشهور را نام خلیج فارس به دو زبان فارسی و انگلیسی قرار داد.